# Novo Selo Glinsko
Novo Selo Glinsko – wieś w Chorwacji, w żupanii sisacko-moslawińskiej, w mieście Glina. W 2011 roku liczyła 118 mieszkańców.